# بندقية قصيرة

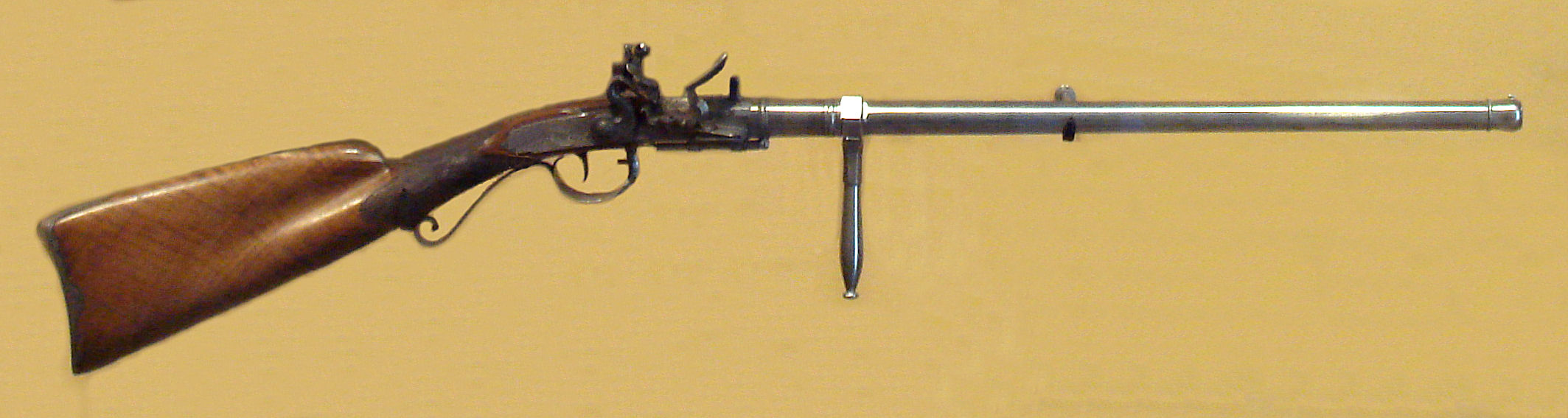
بندقية قصيرة يعود تاريخها إلى سنة 1800

البندقية القصيرة  أو القَرَبِينة سلاح ناري يشبه البندقية ولكن سبطانته أقصر من البدقية ولكنها أطول من المسدس.